# NGC 579
NGC 579 je galaksija u zviježđu Trokut.

## Vanjske poveznice
- SEDS: NGC 0579